# 品田山
品田山（しなだやま、ひんでんさん）は、台湾の台中市和平区と新竹県尖石郷の境界に位置する標高3,524mの山。雪覇国家公園に属する。

## 概要
分水嶺で、北側には台湾三大河川の一つである淡水河、南側には大甲渓の源流がある。
台湾百岳では24位で、「十俊」の一つであり、「武陵四秀」で最も高い。
天気が良ければ、桃園市や亀山島などを望むことができる。

## 名称
品田山はタイヤル族の狩猟場の一つであり、部族の人々は「最後の水池」という意味がある「b'bu' Pucing Bsilung」と呼ばれており、音訳で「波秦西崙山」となる。志佳陽群では「Babo Taragayun」や「rgyax Traka」と呼ばれ、日本統治時代にはカタカナで「バボー・タラガユン」と記されていた。タイヤル語では「Yebulan」と呼び、品田山と池有山の間には「Yebulan Smta」と呼ばれる草原が広がっており、最も大きな池は「bsilung Smta」と呼ばれ、現在は「新達池」と音訳されている。

## 景観

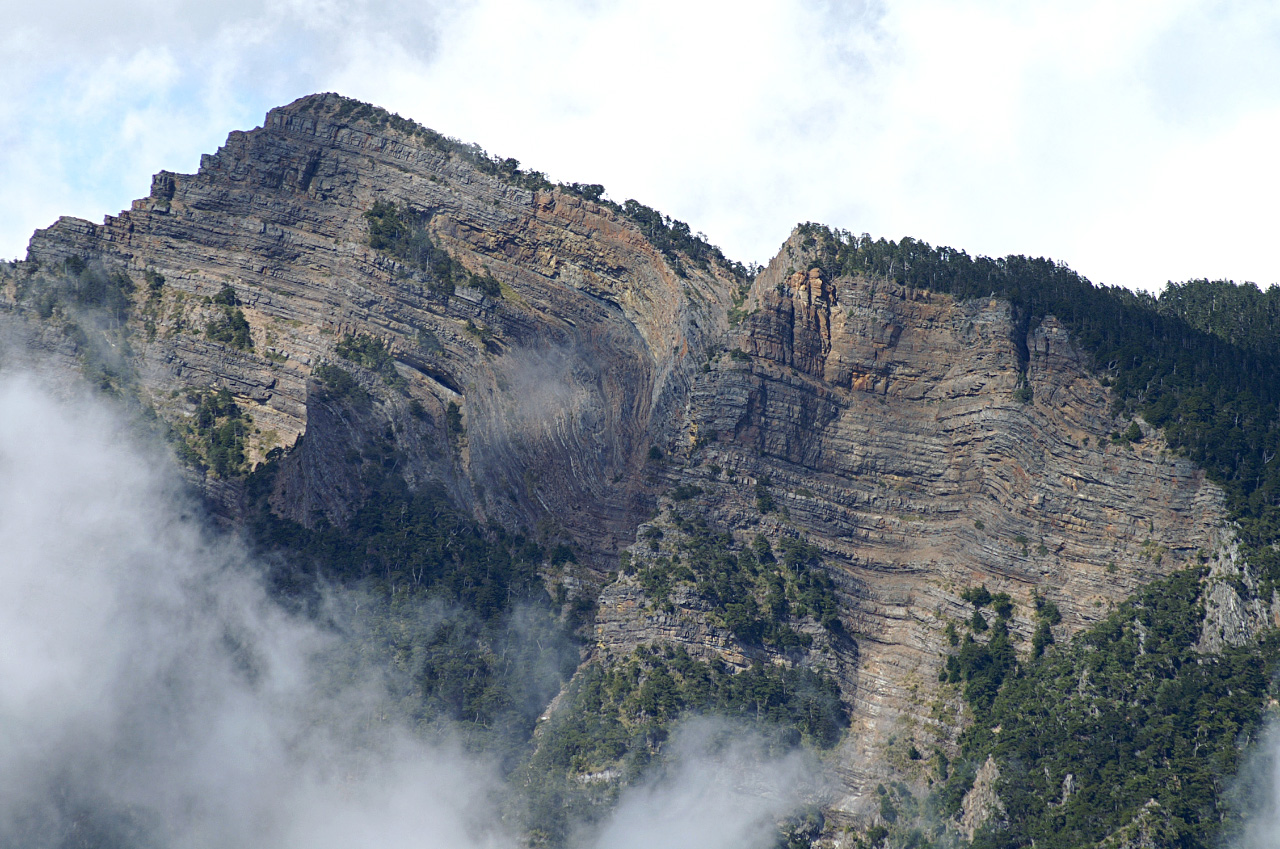
品田山南面の褶曲地形

東西に細長く、南北は断崖を持つ。南面は「品田皺摺」と呼ばれる褶曲地形で、西側で折りたたまれ「品田断崖」と呼ばれる聖稜線でも難関な箇所となっている。また、品田前峰と主峰の間にある「品田前峰断崖」は褶曲地形のくぼんだ所で、ここも難易度が高い箇所である。

日本統治時代には布秀蘭山から見た山容は地獄に例えられ、品田山を「赤鬼」、穆特勒布山を「青鬼」と呼ばれていた。